# Карибский гульден
Карибский гульден (нидерл. Caribische gulden) — валюта, которую планируют ввести Кюрасао и Синт-Мартен, ставшие «ланденами» (составными странами) Королевства Нидерландов после распада Нидерландских Антильских островов 10 октября 2010 года. Карибский гульден заменит антильский гульден по номиналу и будет привязан к доллару США. В ноябре 2020 года было объявлено, что карибский гульден будет выпущен в обращение в 2021 году, но его введение снова отложили.
С 2018 года банкноты и монеты антильского гульдена, которые больше не выпускались в ожидании решения по карибскому гульдену, требовали замены, так как антильского гульдена оставалось всего на два года. Также оценивалась возможность того, что острова перейдут на доллар США или евро.

## Состояние
Нидерландский антильский гульден продолжал циркулировать после распада Нидерландских Антильских островов, и планы по введению Карибского гульдена не были завершены, пока обе страны не согласились иметь общую валюту. Официальное сокращение новой валюты — CMg (от первых букв Curaçao en Sint Maarten gulden). Она будет привязана к доллару США по тому же курсу, что и Нидерландский антильский гульден (1 USD = 1,79 NAg = 1,79 CMg). Поскольку острова БЕС (Бонайре, Синт-Эстатиус и Саба) приняли доллар США непосредственно 1 января 2011 года, введение CMg означало бы прекращение обращения нидерландского антильского гульдена.
В апреле 2014 года Кюрасао и Синт-Мартен договорились рассмотреть возможность создания на Кюрасао собственного центрального банка. Пока продолжаются переговоры, карибский гульден не будет введен в обращение. В июле 2015 года министр финансов Кюрасао Жозе Жардим заявил, что исследование валютного союза между Кюрасао и Синт-Мартеном не является приоритетным.
Бывший член парламента Кюрасао Алекс Дэвид Розария назвал основной проблемой предлагаемого союза отсутствие форума для обсуждения макроэкономической координации (как это существует для восточно-карибского доллара).
В ноябре 2019 года министр финансов Кюрасао Кеннет Гийсберта подтвердил введение карибского гульдена в 2021 году, а Центральный банк объявил об этом годом позже.
К августу 2021 года сообщалось, что введение нового гульдена ожидается либо в 2023, либо в 2024 году.

## Структура
Планируется, что эмиссию валюты будет осуществлять Центральный банк Кюрасао и Синт-Мартена (преемник Банка Нидерландских Антильских островов), который возглавит председатель, выбранный премьер-министрами обоих островов. Оба острова также назначат ещё шесть членов наблюдательного совета директоров. Валюта будет вводиться поэтапно в течение трех месяцев. Монета номиналом 2+1⁄2 гульдена и банкноты номиналом 25 гульденов, существующие в серии гульденов Нидерландских Антильских островов, не будут выпускаться, а будут добавлены банкноты номиналом 20 и 200 гульденов.